# Jordi Pujol i Ferrusola
Jordi Pujol i Ferrusola (Barcelona, 1958) és un empresari català, fill primogènit de Jordi Pujol i Marta Ferrusola.
Estudià a l'Escola Costa i Llobera del barri de Sarrià de Barcelona, on coincidí amb Felip Puig. Formà part de la creació de les JCDC, antecedent de la Joventut Nacionalista de Catalunya.
Va fer el servei militar a Colmenar Viejo, a pocs quilòmetres de Madrid.
Des de 1987 ha estat accionista o ha treballat en empreses com Gesetafers, Terasaki, Intradex Golf, Tipel, Hot Line Computer i Hi-Tech General Consulting.
Arran de les denúncies de la seva exnòvia, María Victoria Álvarez (que afirmà que ell feia sovint viatges a Andorra amb bosses carregades de diners), el patrimoni de Jordi Pujol i Ferrussola està sota investigació judicial del jutge de l'Audiència Nacional Pablo Ruz. Des del febrer de 2014 està imputat, juntament amb la seva parella Mercè Gironès, per un delicte de blanqueig de capitals i contra la hisenda pública. Entre 2004 i 2012 efectuà presumptament 118 moviments bancaris que sumen 32,4 milions d'euros. Alvarez estava a sou dels fons reservats de l’Estat a canvi del seu testimoni com a part de l'Operació Catalunya.
El 22 d'octubre de 2014 el jutge de l'Audiència Nacional Pablo Ruz cità com a imputats onze persones que haurien col·laborat presumptament amb Jordi Pujol Ferrusola.
El 27 d'octubre de 2015 la policia va fer un escorcoll a diversos espais, incloent-hi el seu domicili particular. El febrer de 2016 el jutge José de la Mata li retirà el passaport i li prohibí sortir de l'estat espanyol, amb l'obligació de comparèixer cada setmana al jutjat.
El 25 d'abril de 2017 el jutge li decreta presó incondicional comunicada i sense fiança, una mesura que fou ratificada el maig pel mateix jutge de la Mata, davant el risc d'ocultació o destrucció de proves en haver-se detectat operacions per a fer inaccessibles els seus béns o obstaculitzar l'accés a evidències.
L'any 2021 es va posar a subhasta la seva col·lecció de cotxes per cobrir la seva responsabilitat civil en cas de condemna.